# Морска пещера в близост до Лисабон
„Морска пещера в близост до Лисабон“ (на английски: A Sea Cave Near Lisbon) e британски късометражен документален ням филм от 1896 година, режисиран и заснет от оператора Хенри Шорт, показващ близък поглед към морето от входа на пещерата „Бока до Инферно“ („Устата на ада“) в близост до Лисабон, с разбиващите се в него вълни. Филмът се е радвал на голяма популярност сред зрителите и е бил посрещнат топло от критиката.

## Сюжет
Стационарната камера е разположена вътре във входа на пещерата и гледа към морето. Морските вълни влизат в пещерата и се разбиват в околните скали.

## Продукция
През 1896 година, британският филмов пионер Робърт Уилям Пол изпраща покана на оператора Хенри Шорт за съвметно турне на Пиренейския полуостров, с цел филмопроизводство и изпробване работоспособността на новата портативна камера, разработена от Пол. По това време Пол, който по-рано през годината е изобретил нова прожекционна система, наречена „театрограф“, е бил в ожесточена надпревара с братята Люмиер, които представят собствена разработка на такава система в Лондон в същия ден, в който и Пол, 20 февруари. Управителите на театъра Алхамбра, намиращ се на площад Лестър в Лондон, където се е състояла демонстрацията, останали впечатлени от творението на Пол и му предложили да наемат оборудването и екипа му. Това мотивирало Пол да заснема нови филми, за да въздейства положително върху мнението на зрителската аудитория в Алхамбра.
По време на петседмичното турне през август и септември, Шорт заснема осемнадесет документални филма, главно в Кадис, Лисабон, Мадрид и Севиля. Повечето от тях представят панорамни изгледи, включващи места като Пуерто дел Сол в Мадрид и моста Триана в Севиля. Останалите включват културни сцени, като андалуски народен танц и изпълнение на фадо.
Филмите, документирали морски вълни започват да добиват голяма популярност сред зрителите след първото официално излъчване на Бурно море край Дувър през януари 1896 година и този интерес е успешно поддържан от последвали продукции, заснемани чак до 1912 година. „Морска пещера в близост до Лисабон“ е първото в историята кинематографично представяне на пещера. Шорт посещава „Бока до Инферно“ за снимките на 13 септември. Камерата, която е използвал е била монтирана в лодка, разположена вътре в пещерата.

## Реализация
На 22 октомври 1896 година в „Алхамбра“, Пол представя програма от четиринадесет филма, озаглавена от него „Обиколка на Испания и Португалия“. „Морска пещера в близост до Лисабон“ е представен на зрителите под номер тринадесет с описанието „много ярък и артистичен кадър на една голяма пещера на брега на Атлантическия океан, в която вълните се втурват с голямо насилие“.
Филмът незабавно добива голяма популярност сред аудиторията и получава позитивни отзиви от критиката. Критиците на вестник „Ера“ го описват като „една от най-красивите панорами на морето, на които сме ставали свидетели...величието на сцената е забележително“. В „Дейли Телеграф“ му дават определението „картина на истинската красота“, а в „Морнинг Пост“ критиците се изказват- „един от най-забележителните ефекти, представян от някой някога“. „Морска пещера в близост до Лисабон“ се превръща в най-популярния филм от програмата и в един от най-успешните филми в историята на ранното британско кино. Популярността на филма се запазва през годините и в 1903 година Пол го включва в друга своя филмова програма с описанието „този филм никога не е бил портрет на фините вълни“.
Киноисторикът Майкъл Брук описва филма като „много впечатляващо постижение“ и „един от първите случаи в зората на киното на творчески подход при заснемането на кадри“. Той също така набляга на важността на всичките четиринадесет филма, включени в програмата „Обиколка на Испания и Португалия“ по отношение на приноса им към развитието на британското документално кино и описва Пол като „един от най-важните основоположници“. Докато по-рано филмите са били излъчвани самостоятелно, програмата направена от Пол с филмите, заснети от Шорт е бил първи опит за създаване на колективна работа. През следващата година, 1897 Пол изпраща Шорт на подобна обиколка из Египет. От този момент нататък, Пол се отдава на експериментално създаване на програми от документални филми.
За разлика от повечето филми, заснети по време на обиколките на Шорт, „Морска пещера в близост до Лисабон“ е оцелял в оригиналния си вид до наши дни и се съхранява в „Британския филмов институт“.